# Dad, Komárom-Esztergom
Dad  este un sat în districtul Oroszlány, județul Komárom-Esztergom, Ungaria, având o populație de 1.049 de locuitori (2011). 

## Demografie
Componența etnică a satului Dad
     Maghiari (99,48%)
     Romi (0,52%)
Componența confesională a satului Dad
     Reformați (36,42%)
     Romano-catolici (34,03%)
     Fără religie (5,91%)
     Luterani (2,57%)
     Necunoscută (20,11%)
     Atei (0,95%)
     Alte religii (1,33%)
Conform recensământului din 2011, satul Dad avea 1.049 de locuitori. Din punct de vedere etnic, majoritatea locuitorilor (99,48%) erau maghiari. Nu există o religie majoritară, locuitorii fiind reformați (36,42%), romano-catolici (34,03%), persoane fără religie (5,91%) și luterani (2,57%). Pentru 20,11% din locuitori nu este cunoscută apartenența confesională.